# Heinz-Helmut Claußen
Heinz-Helmut Claußen (* 9. Februar 1929 in Bremen; † 13. August 2022) war ein deutscher Lehrer und Sportfunktionär in Bremen.

## Biografie

### Ausbildung und Beruf
Claußen war eines von fünf Kindern von Martha Claußen, geborene Mindermann, und des Fuhrmanns, Fuhrunternehmers und Schweißers Gerhard Claußen aus Walle. Von 1935 bis 1939 besuchte er die Volksschule und von 1939 bis 1948 die Oberschule. Nach dem Abitur arbeitete er zunächst 1948/49 als Hilfsarbeiter, Filmvorführer, Hafenarbeiter, Bibliotheksangestellter und Bibliotheksleiter. Von 1949 bis 1954 war er neben dem Studium Bibliotheksleiter in Hamburg und Essen. Er studierte von 1950 bis 1959 in Hamburg Philologie mit dem Ziel das Höhere Lehramt zu erreichen. 1959 bestand er das Erste Staatsexamen in Germanistik und Anglistik. 1960 war er Hilfslehrer am Gymnasium am Waller Ring in Bremen. Von 1960 bis 1962 beendete er seine Ausbildung als Studienreferendar mit dem Zweiten  Staatsexamen.
Im Jahr 1962 wurde Claußen am Gymnasium an der Hamburger Straße in Bremen Studienassessor, 1965 Studienrat und 1968 Oberstudienrat. Ab 1963 wirkte er zudem als Lehrbeauftragter für das Fach Deutsch am Abendgymnasium. Ab 1969 war er an der Gesamtschule Bremen-West tätig, deren Gründung er pädagogisch und planerisch 1968/69 mit vorbereitete. 1970 wurde er Fachleiter Englisch an der Gesamtschule Bremen-West.
Ab 1971 wirkte er am Abendgymnasium in Bremen mit dem Schwerpunkt der Planung des Zweiten Bildungsweges in Bremen. Hier wurde er 1970 Studiendirektor, 1973 Kommissarischer Leiter und 1974 als Leiter des Abendgymnasiums Oberstudiendirektor. Von 1975 bis 1977 war er Beauftragter des Senators für Bildung im wissenschaftlichen Beirat der Bremer Volkshochschule. 1988 erfolgte seine Ernennung zum Direktor der Erwachsenenschule Bremen. 1993 wurde er pensioniert.
Claußen war evangelisch und heiratete 1953 Edith Böhme. Aus der Ehe gingen die drei Töchter Cornelia, Birgit und Annette hervor.

### Mitgliedschaften und ehrenamtliche Funktionen
- Claußen arbeitete im Schulfunk von Radio Bremen mit.
- 1965/66 bis 1973 war er Vorsitzender der Bremer Landesarbeitsgemeinschaft für das darstellende Spiel in der Schule.
- 1969 bis 1972 wirkte er als Zweiter Vorsitzender der Bundesarbeitsgemeinschaft für das Schulspiel.
- Von 1969 bis 1971 war er im Vorstand der Gesellschaft Gesamtschule in der Bundesrepublik Deutschland.
- 1970 war er Mitarbeit am Fernsehprojekt Speak Out des Schroedel Verlages.
- 1970/71 wirkte er im SPD-Arbeitskreis Sozialdemokratischer Lehrer für die Einführung von bildungspolitischen Reformen.
- Von 1975 bis 1987 war er Beisitzer und ab 1978 2. Vorsitzender des Bundesringes der Abendgymnasien in der Bundesrepublik Deutschland.
- Von 1976 bis 1995 war er Mitglied im Rundfunkrat von Radio Bremen und Mitglied, teils Vorsitzender, in Ausschüssen des Rundfunkrates (Fernsehen, Finanzen, Organisation, Redaktion). Er war ab 1978 Präsident, ab 1980 Zweiter Vorsitzender von 1981 bis 1985 Stellvertretender Vorsitzender und von 1985 bis 1992 Vorsitzender des Rundfunkrates von Radio Bremen.
- Er gehörte zeitweise dem Vorstand des Umweltbeirats in Bremen an.

### Der Sportfunktionär
Von 1970 bis 1978 war Claußen Vorsitzender der Tennisabteilung des Post-Sportvereins Bremen.
Von 1972 bis 1978 war er Erster Stellvertretender Vorsitzender und dann Vizepräsident des Landessportbundes Bremen (LSB) und Vorsitzender des Breitensport- und Ausbildungsausschusses. Ab 1976 wirkte als Mitglied im Landesbeirat für Sport und in der Sportdeputation der Bremischen Bürgerschaft und ab 1977 als Vorsitzender des Sportförderungsausschusses des LSBs und des Bremer Fußballverbandes.
Von 1978 bis 1998 war er Präsident des Landessportbundes Bremen als Nachfolger von Fritz Piaskowski. Von 1995 bis 1997 wirkte er als Vorsitzender der Ständigen Konferenz der Landessportbünde in Deutschland.
Auf Bundesebene war er für den Deutschen Sportbund (DSB) 1974 im Bundesausschuss Ausbildung, von 1972 bis 1979 in der Ad-hoc-Kommission des wissenschaftlichen Beirats des DSB – Sport in der Weiterbildung und von 1980 bis 1984 in der Medienkommission vertreten. Er leitete von 1976 bis 1989 mehrere internationale Delegationen u. a. nach Danzig, Riga und Bratislava.